# أولمبياد الحيوانات
أولمبياد الحيوانات مسلسل رسوم متحركة فرنسي من إنتاج استديو خامس . عرض لأول مره في عام 1992 . تمت دبلجة المسلسل للعربية .

## روابط خارجية
- أولمبياد الحيوانات على موقع IMDb (الإنجليزية)
- أولمبياد الحيوانات على موقع ألو سيني (الفرنسية)
- أولمبياد الحيوانات على موقع قاعدة بيانات الفيلم (الإنجليزية)
- أولمبياد الحيوانات على ألو سيني
- Fiche de la série sur Planète Jeunesse